# Wipperhof
Wipperhof ist eine Ortschaft in der Stadt Wipperfürth im Oberbergischen Kreis im Regierungsbezirk Köln in Nordrhein-Westfalen (Deutschland).

## Lage
Sie liegt in der Nähe der Wupper am Ortsausgang von Wipperfürth Richtung Hückeswagen, großteils an der Lenneper Straße. Nachbarorte sind im Süden Kleineichhölzchen, im Westen der Ort Finkelnburg und im Nordwesten befindet sich Hilgersbrücke.
Politisch wird der Ort einerseits durch den Direktkandidaten des Wahlbezirks 9 (090) Nordwestliches Stadtgebiet im Rat der Stadt Wipperfürth vertreten, zum anderen für die in der Ortschaft liegende gleichnamige Straße Wipperhof durch den Direktkandidaten des Wahlbezirks 17.1 (171) Hämmern im Rat der Stadt Wipperfürth.

## Geschichte
1450 wird Wipperhof im Zusammenhang mit der Übertragung einer oberhalb des Hofes „Wipperhove“ gelegenen Mühle durch Herzog Gerhard von Berg an die Stadt Wipperfürth erstmals genannt. Die Karte Topographia Ducatus Montani aus dem Jahre 1715 zeigt vier Höfe und bezeichnet diese  mit „Wipperhof“. Ein Mühlensymbol zeigt die Karte Topographische Aufnahme der Rheinlande von 1825 nördlich der Ortschaft.

## Infrastruktur
In Wipperhof hatte der Kleiderfabrikant Alfons Müller-Wipperfürth sein Stammwerk. Heute befindet sich in dem ehemaligen Kesselhaus der Firma eine überregional bekannte Diskothek. Auf dem Fabrikgelände stehen heute Einkaufscenter, Tankstelle und Schnellrestaurant. Am gegenüberliegenden Wupperufer befindet sich ein Verkehrslandeplatz für 1-2-motorige Flugzeuge.